# Viktor Semjonovič Abakumov
Viktor Semjonovič Abakumov (rusko Виктор Семёнович Абакýмов), sovjetski (ruski) general, * 1908, † 18. december 1954.
Med letoma 1943 in 1946 je bil vodja SMERŠa in med letoma 1946 in 1951 minister za državno varnost Sovjetske zveze. Leta 1951 so ga aretirali in ga 1954 usmrtili kot izdajalca.